# Multidentia concrescens
Multidentia concrescens là một loài thực vật có hoa trong họ Thiến thảo. Loài này được (Bullock) Bridson & Verdc. mô tả khoa học đầu tiên năm 1987.